# Matturio Fabbi
Matturio Fabbi (São Paulo, 11 de dezembro de 1894 — Data e local de falecimento desconhecidos) - também chamado de Arturo Fabbi - foi um treinador e ex-futebolista ítalo-brasileiro, que atuou como volante.

## Carreira

### O começo no futebol
Matturio Fabbi foi revelado na várzea paulistana e depois passou a defender o segundo quadro do Corinthians. Ele é irmão de Luigi Fabbi, autor do primeiro gol da história do clube alvinegro.
Em 1913 os irmãos Fabbi deixaram o Corinthians após um comerciante do Bom Retiro oferecer uma bandeira e um jogo de uniformes para o clube em troca de seu filho entrar para o time. 
A diretoria alvinegra topou e decidiu dar a vaga de Matturio Fabbi, no segundo quadro, para o filho do comerciante. Revoltados, os irmãos Fabbi discutiram com a diretoria corintiana e deixaram o clube no mês de setembro.

### Clube Atlético Concórdia
Já no ano seguinte, 1914, os irmãos Fabbi se inscreveram no Clube Atlético Concórdia. Esta era a equipe de futebol criada pelos membros do clube social de mesmo nome com sede no bairro do Brás. No mesmo ano, no mês de março, foi fundada a Liga Paulista de Sports, que reunia os clubes que não conseguiram vaga nos campeonatos da APSA e da Liga Paulista de Futebol. O campeonato da Liga de Sports foi disputado de abril a outubro e o Concórdia foi o campeão após vencer o União Lapa, por 1 a 0, no jogo decisivo. Os irmãos Fabbi eram titulares da equipe, onde Luiz Fabbi era "Fabbi I" e Matturio Fabbi era "Fabbi II". 

### Palestra Italia
Junto de seu irmão, Matturio se inscreveu no Palestra Itália. Diferente de Luigi, que jogou apenas uma partida, Matturio atuou por uma década no alviverde entre 1915–1925. Realizou 142 partidas e marcou um gol. Também teve aparições na então Seleção Paulista, entre 1918–1921. Jogador defensivo de meio campo, hoje o moderno volante, Matturio teve uma carreira bem sucedida no Palestra e pertenceu ao elenco campeão paulista de 1920. Só não jogou a última e decisiva partida do campeonato, contra o Paulistano, por estar lesionado.

### Como treinador

#### Palestra Italia de Belo Horizonte
Em uma época em que o Campeonato Mineiro ainda vivia sua fase amadora, Matturio Fabbi iniciou sua brilhante trajetória como técnico. Um outro Palestra Itália (hoje Cruzeiro) que, até aquele fatídico ano de 1928, não havia conquistado um campeonato estadual sequer, contratou os trabalhos de Fabbi. Em seus primeiros passos na nova profissão, ele não decepcionou, conquistando logo um tricampeonato estadual, entre os anos de 1928, 1929 e 1930, permanecendo na Raposa até 1932. Além disso, Fabbi tornou-se o primeiro treinador efetivo do Palestra, visto que entre o ano de sua fundação (1921) e 1928, o clube era dirigido por uma comissão técnica constituída pelos diretores esportivos e o capitão do time, que comandavam os treinos e escalavam os jogadores.

#### Lazio
Bem distante de Belo Horizonte, o então atacante Amílcar Barbuy encerrava sua carreira na Lazio, da Itália, e ali mesmo iniciava sua carreira como treinador. Convidou Fabbi para ser seu auxiliar-técnico no clube italiano, e os dois trabalharam juntos por cerca de dois anos, sendo que Matturio Fabbi também comandou esporadicamente a equipe juvenil da Lazio. Nessa função, Matturio conduziu a equipe Biancocelesti em apenas oito partidas.

#### Retorno à Belo Horizonte
Com a saída de Barbuy da Lazio, Fabbi retornou ao Brasil, e foi novamente a Raposa quem lhe acolheu. Permaneceu no clube Celeste entre 1933–1936, sendo que, durante o período de 1935–1936, dividiu suas atividades de comandante entre a Raposa e a Seleção Mineira.

#### Palestra Italia de São Paulo
Em seguida, Fabbi foi para São Paulo, onde teve sua única experiência brasileira como técnico fora de Minas. Em pouco menos de dois anos no Palestra paulista, o técnico não conquistou títulos, mas conduziu a Academia a surpreendentes 45 vitórias em 65 partidas.

#### América-MG, Cruzeiro e aposentadoria
Nos últimos anos de sua trajetória, Matturio Fabbi dirigiu o América Mineiro (1937) e, pela terceira vez, o Palestra belorizontino (1938), sem muito destaque em ambos os clubes. Após o fim de seus trabalhos, em agosto de 1938, Fabbi foi convidado, em fevereiro do ano seguinte, a dirigir, pela uma última oportunidade, o atual Cruzeiro, num Clássico Mineiro festivo, em virtude do regresso de Niginho ao time palestrino. A Raposa atropelou o Galo com o placar de 4–0, e Fabbi aposentou-se definitivamente.
| “ | Exmo. sr, dr. Oswaldo Pinto Coelho, presidente do S. S. Palestra Itália. Saudações e apreços. Achando-me adoentado e a conselho médico, necessito repouso physico para o meu treinamento, razão pela qual venho solicitar-lhe demissão do lugar de téchinico dessa sociedade. Creia, sr. presidente, que faço sobremaneira constrangido, pois durante o tempo que desempenhei as funcções de preparador da equipe profissional desta gloriosa sociedade, recebi sempre as maiores provas de confiança e apreço de todos os directores e desfructei, sempre, com o que muito me honra, da amizade de todos os bons palestrinos. Deixo o nosso querido Palestra por motivo alheio, conforme declarei, a minha vontade e quero, mais uma vez, deixar aqui os meus melhores agradecimentos a todos os directores, por tudo o que por mim fizeram fazendo votos pela felicidade de cada um, e de prosperidade para o nosso sempre glorioso Palestra. Assim sendo, sr. presidente, espero ser atendido no meu pedido e, creia-me, serei sempre amigo e admirador. | ” |

## Estatísticas

### Como jogador
|           | Clubes                               |     |   |   |   |    |   |
| 1913      | Corinthians                          | J   | V | E | D | GM | % |
| --------- | ------------------------------------ | --- | - | - | - | -- | - |
| 1914      | Concórdia                            |     |   |   |   |    |   |
| 1915-1925 | Palestra Itália-SP (atual Palmeiras) | 142 |   |   |   | 1  |   |
| 1918-1921 | Seleção Paulista                     |     |   |   |   |    |   |

### Como treinador
| Anos                     | Clubes                               | J   | V   | E  | D  | GP | GC | SG | %      |
| ------------------------ | ------------------------------------ | --- | --- | -- | -- | -- | -- | -- | ------ |
| 1928–1932 1933–1936 1938 | Palestra Itália-MG (atual Cruzeiro)  | 201 | 112 | 31 | 58 |    |    |    | 60,86% |
| 1932–1933                | Lazio (juvenil)                      | 8   |     |    |    |    |    |    |        |
| 1935–1936                | Seleção Mineira                      |     |     |    |    |    |    |    |        |
| 1936–1937                | Palestra Itália-SP (atual Palmeiras) | 65  | 45  | 11 | 9  |    |    |    | 74,87% |
| 1937                     | América-MG                           |     |     |    |    |    |    |    |        |
| 1939                     | Palestra Itália-MG (atual Cruzeiro)  | 1   | 1   | 0  | 0  | 4  | 0  | 4  | 100%   |

## Títulos

### Como jogador

#### Clube Atlético Concórdia-SP
Campeonato da Liga Paulista de Sports: 1914

#### Palestra Itália-SP (atual Palmeiras)
Campeonato Paulista: 1920 

### Como treinador
Palestra Itália-MG (atual Cruzeiro)
- Campeonato Mineiro: 1928, 1929 (invicto) e 1930 (invicto)

Palestra Itália-SP (atual Palmeiras)
- Campeonato Paulista: 1936

## Campanhas de destaque

### Como treinador
Palestra Itália-MG (atual Cruzeiro)
- Campeonato Mineiro: 1931 (vice-campeão), 1932 (vice-campeão, pela AMEG), 1933 (vice-campeão, pelo Campeonato da Cidade) e 1935 (4º colocado)